# Ippesheim (Nahe)
Ippesheim ist ein Stadtteil von Bad Kreuznach in Rheinland-Pfalz, an der Nahe.

## Lage
Der Ort liegt etwa vier Kilometer nordöstlich von Bad Kreuznach. Nachbarorte sind der Stadtteil Planig, Biebelsheim, Gensingen, sowie auf der gegenüberliegenden Naheseite Bretzenheim.

## Geschichte
Ippesheim fand zum ersten Mal zur Zeit Heinrichs des II. urkundliche Erwähnung. Demnach soll eine Franke im 9. oder 10. Jahrhundert an dieser Stelle eine Siedlung errichtet haben. Woher der Name Ippesheim stammt, ist bis heute nicht geklärt.
Am 7. Juni 1969 wurde das zuvor eigenständige, seit 1938 zum Landkreis Alzey, davor seit 1835 zum Landkreis Bingen gehörige Ippesheim im Zuge der rheinland-pfälzischen Verwaltungsreform nach Bad Kreuznach eingegliedert.

## Politik

### Ortsbeirat
Ippesheim ist als Ortsbezirk ausgewiesen und wird von einem Ortsbeirat und einem Ortsvorsteher politisch vertreten.
Der Ortsbeirat besteht aus sieben Ortsbeiratsmitgliedern, die bei der Kommunalwahl am 9. Juni 2024 in einer Mehrheitswahl gewählt wurden, und dem ehrenamtlichen Ortsvorsteher als Vorsitzendem. Alle gehören der Wählergruppe Braun an.

### Ortsvorsteher
Sascha Elstner (Wählergruppe Braun) wurde am 17. Juli 2024 Ortsvorsteher von Ippesheim. Bei der Direktwahl am 9. Juni 2024 war er als einziger Bewerber mit einem Stimmenanteil von 83,6 % für fünf Jahre gewählt worden.
Elstners Vorgänger Bernd Burghardt (Wählergruppe Braun) hatte das Amt 31 Jahre inne und kandidierte bei der Wahl 2024 nicht erneut.

### Wappen
Das ehemalige Wappen von Ippesheim wurde 1953 erstellt. Es zeigt einen gelben Rost auf blauem Grund. Der Rost ist ein Symbol des Schutzpatrons von Ippesheim, dem Heiligen Laurentius.